# Prix des cinq continents de la francophonie
Le Prix des cinq continents de la francophonie est un prix littéraire créé en 2001 par l'Organisation internationale de la francophonie. Il récompense un roman d’un écrivain témoignant d’une expérience culturelle spécifique enrichissant la langue française. Il est doté d'une somme de 15.000 euros pour le lauréat et prévoit l'accompagnement du lauréat et la promotion de son œuvre sur la scène littéraire internationale pendant toute une année. La mention spéciale reçoit 5.000 euros.
Il est ouvert à toute œuvre de fiction narrative originale et écrite en français, et est destiné à mettre en lumière des talents littéraires reflétant l'expression de la diversité culturelle et éditoriale en langue française sur les cinq continents. Les candidatures d'ouvrages sont soumises par leur éditeur, ou peuvent être suggérées par les membres du jury ou autres personnalités du milieu du livre. Le lauréat devient membre du jury pendant l'année suivant sa désignation. L'éditeur qui soumet une candidature s'engage à faciliter, autant que possible, une coédition de l'ouvrage primé avec d'autres éditeurs, ou à céder ses droits à prix réduit, afin de permettre sa diffusion dans les pays du Sud de l'espace francophone.
Le prix est décerné en marge du Sommet de la francophonie les années où celui-ci a lieu, ou ailleurs les années où il n'y a pas de sommet.

## Liste des lauréats
| Année |  | Auteur                  | Ouvrage                                 | Éditeur (xe fois)                      | Mention spéciale                                                          |
| ----- |  | ----------------------- | --------------------------------------- | -------------------------------------- | ------------------------------------------------------------------------- |
| 2001  |  | Yasmine Khlat           | Le désespoir est un péché               | éditions du Seuil                      | Ahmed Abdodemane pour La ceinture, éditions Gallimard                     |
| 2002  |  |                         |                                         |                                        |                                                                           |
| 2003  |  | Marc Durin-Valois       | Chamelle                                | éditions JC Lattès                     | Fawzia Zouari pour La Retournée, éd. Ramsay                               |
| 2004  |  | Mathias Énard           | La Perfection du tir                    | éditions Actes Sud                     | Seyhmus Dagtekin pour À la source, la nuit, éditions Robert Laffont       |
| 2005  |  | Alain Mabanckou         | Verre Cassé                             | éditions du Seuil(2e fois)             |                                                                           |
| 2006  |  | Ananda Devi             | Eve de ses décombres éditions Gallimard |                                        | Pierre Yergeau pour La Cité des vents, éditions 400 coups                 |
| 2007  |  | Wilfried N'Sondé        | Le Cœur des enfants léopards            | éditions Actes Sud(2e fois)            |                                                                           |
| 2008  |  | Hubert Haddad           | Palestine                               | éditions Zulma                         |                                                                           |
| 2009  |  | Kossi Efoui             | Solo d'un revenant                      | éditions du Seuil(3e fois)             |                                                                           |
| 2010  |  | Liliana Lazar           | Terre des affranchis                    | éditions Gaïa                          |                                                                           |
| 2011  |  | Jocelyne Saucier        | Il pleuvait des oiseaux                 | éditions XYZ                           | Patrice Nganang pour Mont Plaisant, éditions Philippe Rey                 |
| 2012  |  | Geneviève Damas         | Si tu passes la rivière                 | éditions Luce Wilquin                  | Naomi Fontaine pour Kuessipan, éditions Mémoire d'encrier                 |
| 2013  |  | Amal Sewtohul           | Made in Mauritius                       | éditions Gallimard                     | Claude Pujade-Renaud pour Dans l'ombre de la lumière, éditions Actes Sud  |
| 2014  |  | Kamel Daoud             | Meursault, contre-enquête               | éditions Barzakh / Actes Sud (2e fois) |                                                                           |
| 2015  |  | In Koli Jean Bofane     | Congo Inc. le testament de Bismarck     | éditions Actes Sud (3e fois)           | Miguel Bonnefoy pour Le voyage d'Octavio, éditions Rivages                |
| 2016  |  | Fawzia Zouari           | Le Corps de ma mère                     | éditions Joëlle Losfeld/Demeter        |                                                                           |
| 2017  |  | Yamen Manaï             | L'Amas ardent                           | éditions Elyzad                        |                                                                           |
| 2018  |  | Jean Marc Turine        | La Théo des fleuves                     | Éditions Esperluète                    | Stéfanie Clermont pour Le jeu de la musique, Le Quartanier                |
| 2019  |  | Gilles Jobidon          | Le Tranquille affligé                   | éditions Leméac                        | Alexandre Feraga pour Après la mer, Flammarion                            |
| 2020  |  | Beata Umubyeyi Mairesse | Tous tes enfants dispersés              | Autrement                              | Paul Kawczak pour Ténèbre, éditions La Peuplade                           |
| 2021  |  | Karim Kattan            | Le Palais des deux collines             | éditions Elyzad                        | Miguel Bonnefoy pour Héritage, éditions Rivages                           |
| 2022  |  | Monique Proulx          | Enlève la nuit                          | Éditions du Boréal                     | Yahia Belaskri pour Le silence des dieux, éditions Zulma                  |
| 2023  |  | Éric Chacour            | Ce que je sais de toi                   | Éditions Philippe Rey                  | Khalid Lyamlahy pour Évocation d'un mémorial à Venise, Présence africaine |

## Jury
Pour l'édition de 2021, le jury du prix est présidé par Paula Jacques (France/Égypte) et est composé de Lise Bissonnette,  Vénus Khoury-Ghata, Liliana Lazar, Jean-Marie Gustave Le Clézio, Wilfried N'Sondé, René de Obaldia, Lyonel Trouillot, Abdourahman Waberi, Xu Jun, ainsi que du lauréat de l'année précédente, soit Beata Umubyeyi Mairesse. Il a été remis le 20 mars 2022 dans le cadre des célébrations de la Journée internationale de la Francophonie à l'Exposition universelle de 2020 à Dubaï.